# Aplidium cunhense
Aplidium cunhense is een zakpijpensoort uit de familie van de Polyclinidae. De wetenschappelijke naam van de soort is voor het eerst geldig gepubliceerd in 1967 door Millar.